# Цвиккауские пророки
Цвиккауские пророки (нем. Zwickauer Propheten) — первые проповедники анабаптизма в Германии: суконщики из Цвиккау Николаус Шторх, Томас Дрехзель и бывший виттенбергский студент Маркус Томэ (Штюбнер). 
Прозвище дано Мартином Лютером в декабре 1521 года. В Цвиккау Шторх, славившийся своими спиритуалистическими видениями, оказал большое впечатление на Томаса Мюнцера. Изгнанные из Цвиккау, «пророки» прибыли в охваченный религиозным подъёмом Виттенберг. Ссылаясь на видения и беседы с Богом, «пророки из Цвиккау» выступили против крещения детей, возвещали гибель безбожников и нарождение нового святого рода людей, осуждали науку и светские развлечения, чем способствовали вспышке фанатизма у местных жителей.
Даже местные богословы оказались под обаянием «пророков из Цвиккау» — Карлштадт признал и одобрил их деятельность, Меланхтон был в большом впечатлении от их проповеди. В отсутствие Лютера никакого отпора им не было дано. Однако по своему возвращению в город Лютер заметно умерил пыл сограждан, осудил в проповедях их взгляды и добился высылки из города. 
Впоследствии Шторх участвовал в подготовке крестьянской войны в Тюрингии.